# Bert Murray
Albert „Bert“ Murray (* 22. September 1942 in Hoxton) ist ein ehemaliger englischer Fußballspieler.
Der erste Profiverein von Murray war der FC Chelsea, bei dem er von 1961 bis 1966 unter Vertrag war. Mit den Blues gewann er 1965 den englischen League-Cup. Nach einem Streit mit dem damaligen Trainer Tommy Docherty wechselte er nach 160 Spielen für Chelsea 1966 zum Verein Birmingham City, dem er bis 1971 treu blieb. Nach seinem Aufenthalt in Birmingham spielte er noch bei Brighton & Hove Albion und Peterborough United. Aktuell betreibt Murray ein englisches Pub in Market Deeping, einem kleinen Dorf nahe Peterborough.

## Stationen
- FC Chelsea (1961–1966) (160 Einsätze / 39 Tore)
- Birmingham City (1966–1971) (132/22)
- Brighton & Hove Albion (1971–1973) (102/25)
- Peterborough United (1973–1976) (123/10)

## Erfolge
- englischer League-Cup-Sieger 1965 mit dem FC Chelsea

| Personendaten    | Personendaten                           |
| ---------------- | --------------------------------------- |
| NAME             | Murray, Bert                            |
| ALTERNATIVNAMEN  | Murray, Albert                          |
| KURZBESCHREIBUNG | englischer Fußballspieler               |
| GEBURTSDATUM     | 22. September 1942                      |
| GEBURTSORT       | Hoxton, England, Vereinigtes Königreich |